# Fernando Silva
Fernando José Silva García (ur. 16 maja 1977 w Almendral) – piłkarz andorski grający na pozycji napastnika. Od 2011 roku jest zawodnikiem klubu CD Guadiana.

## Kariera klubowa
Od początku swojej kariery piłkarskiej Silva gra w Hiszpanii. Rozpoczął ją w klubie FC Andorra, w którym zadebiutował w 2002 roku i grał w nim do 2004 roku w ligach regionalnych. W 2004 roku został zawodnikiem grającego w Tercera División, AD Cerro de Reyes. Następnie w latach 2005–2007 był zawodnikiem PD Santa Eulallia, a w sezonie 2007/2008 – Imperio de Mérida CP. W sezonie 2008/2009 był piłkarzem CF Villanovense, a w sezonie 2009/2010 występował w CD Badajoz. W sezonie 2010/2011 ponownie grał w Imperio de Mérida CP. W 2011 roku przeszedł do CD Guadiana.

## Kariera reprezentacyjna
W reprezentacji Andory Silva zadebiutował 17 kwietnia 2002 roku w wygranym 2:0 towarzyskim z Albanią, rozegranym w Andorze. W swojej karierze grał już w: eliminacjach do Euro 2004, do MŚ 2006, do Euro 2008, do MŚ 2010, do Euro 2012 i do MŚ 2014.